# Erik Putzbach
Erik Putzbach Bori (Barcelona, 4 de junio de 1980) es un estilista, crítico de moda, y colaborador de televisión español.
Intervino en la docuserie El equipo G, un programa en el que Erik hacía el papel de experto en moda. Participó en 2005 en el programa de tele-realidad La Granja de los Famosos y fue el sexto expulsado del programa. Durante años ha ejercido el rol de crítico de moda en diversos programas de televisión como Cazamariposas o Sálvame. 
Erik también ha sido entrevistado en numerosos programas televisivos como Deluxe, La Noria, ¿Dónde estás Corazón? o Espejo Público entre muchos otros.
Desde sus inicios en el mundo audiovisual, ha aparecido y colaborado en un gran número de programas tales como Samanta y…, Callejeros, Obrim Fil, 8Maniacs, APM?, entre otros.
Además de su faceta televisiva, Erik ha presentado un sinfín de galas, desfiles, concursos de belleza y eventos varios. También ha desfilado como modelo en multitud de pasarelas, algunas tan prestigiosas como la Pasarela Gaudí o la Pasarela Cibeles.
En su faceta como actor, Erik ha actuado en diferentes cortometrajes y participado en dos películas.

## Vida personal
En enero de 2018 se casó con 
Rafael de Marchena-Huyke (1932-2019), un marqués de origen colombiano afincado en Los Ángeles. Rafael falleció el 6 de enero de 2019 a los 86 años, a causa de un cáncer detectado dos semanas antes pero que causa grandes dudas al mundo del corazón.